# Kronobränneriet, Halmstad

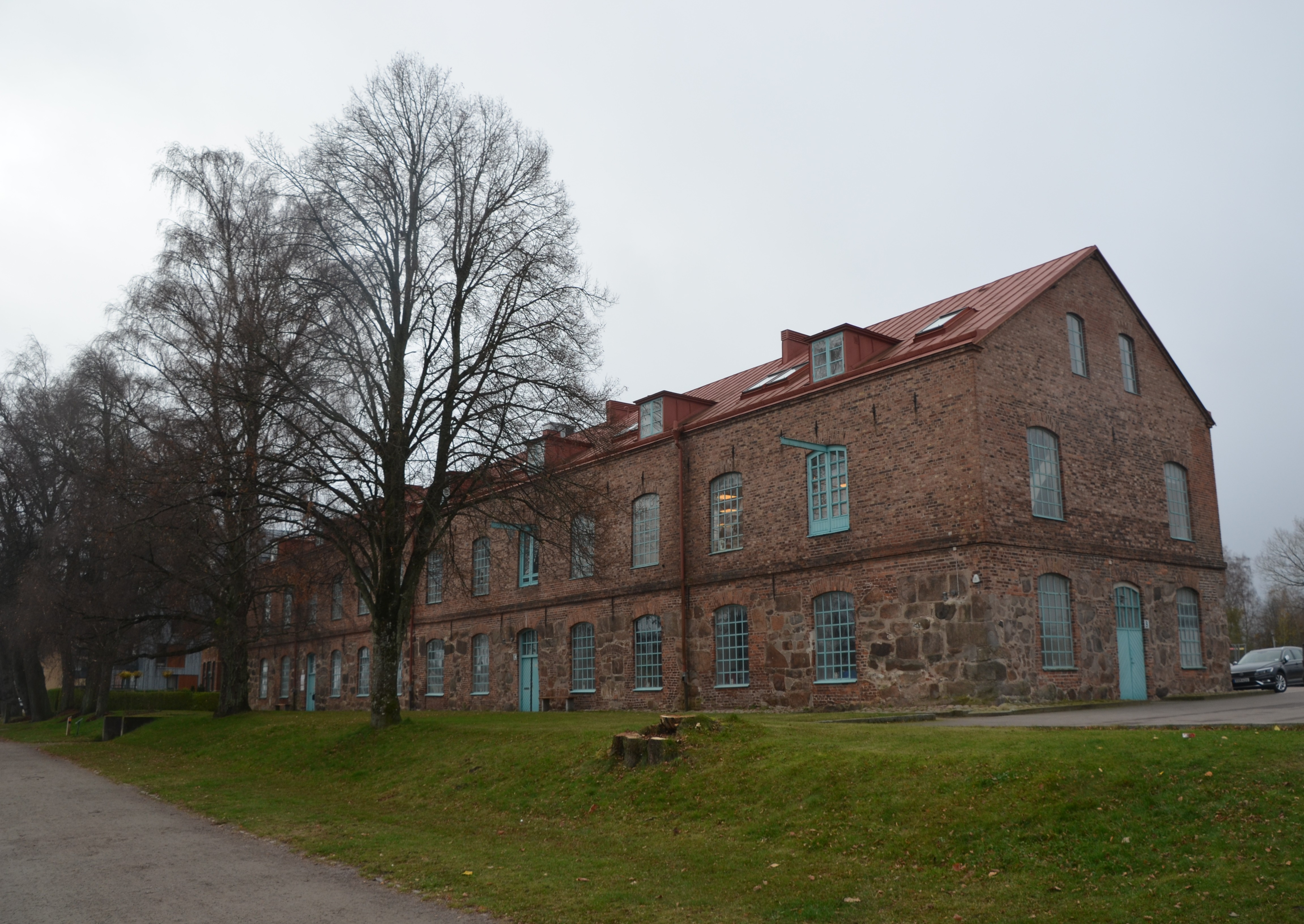
Fasaden mot Dragvägen och Nissan

Kronobränneriet i Halmstad är en byggnad vid Södra Vägen och Dragvägen utefter västra sidan av Nissan på Söder i Halmstad.
Kronobränneriet var ett av de sextiotal statliga brännvinsbrännerier (kronobrännerier) som uppfördes i Sverige efter beslut 1775 av Gustav III. Det i Halmstad byggdes 1778 och fungerade som brännvinsfabrik till 1787, då det – och flertalet andra i landet – lades ned efter att ha varit olönsamma. Byggnaden var ursprungligen i en våning och till stor del byggd av huggen sten från Halmstads befästningsverk med två alnar tjocka väggar.
Efter nedläggningen som bränneri var byggnaden 1789–1790 bostad åt 150 ryska fångar och deras vakter. En våning i tegel byggdes på 1794–1796 för att byggnaden skulle kunna utnyttjas som spannmålsmagasin.  
År 1834 såldes huset till privat ägare. Omkring år 1856 uppfördes en tillbyggnad mot väster och huset utnyttjades därefter som spannmålslager för export av havre till Storbritannien. Spikfabriken Halmstad Trådverk flyttade efter en ombyggnad in i byggnaden 1918 och mellan 1938 och 1953 inhyste byggnaden Halmstads Trikåfabrik.
Därefter har bland annat småföretag, ett konstgalleri och en målarskola varit hyresgäster. En av nuvarande hyresgäster är Kultur i Halland, som disponerar vindsvåningen efter dess ombyggnad.
Kronobränneriet är granne med Villa Riverside och Halmstads första egentliga lasarett.